# Перевал (станция)
Перева́л (в кодификаторах встречается вариант «Перевал-Сахалинский») — железнодорожная станция Сахалинского региона Дальневосточной железной дороги. Названа по перевалу через Мицульский хребет.

## История
Станция открыта в 1928 году в составе пускового участка (Тойохара) Южно-Сахалинск — (Тэй) Холмск-Сортировочный под названием Такиносава. 
В 1946 году после перехода станции под контроль СССР станция получила современное название.
В 1964 году возле этой станции произошла авиакатастрофа.
В 1966 году на станции впервые на Сахалине была введена электрическая централизация.
С 1994 года законсервирована, однако пассажирское движение оставалось некоторое время.
4 сентября 1996 г приказом МПС РФ было окончательно закрыто движение по линии Южно-Сахалинск -- Холмск (перегон Новодеревенская - Чертов мост).

## Деятельность
C 1994 года станция закрыта, по состоянию на 2013 год почти полностью разрушена. Рельсы сняты, остался только остов здания станции.